# Shiatsu

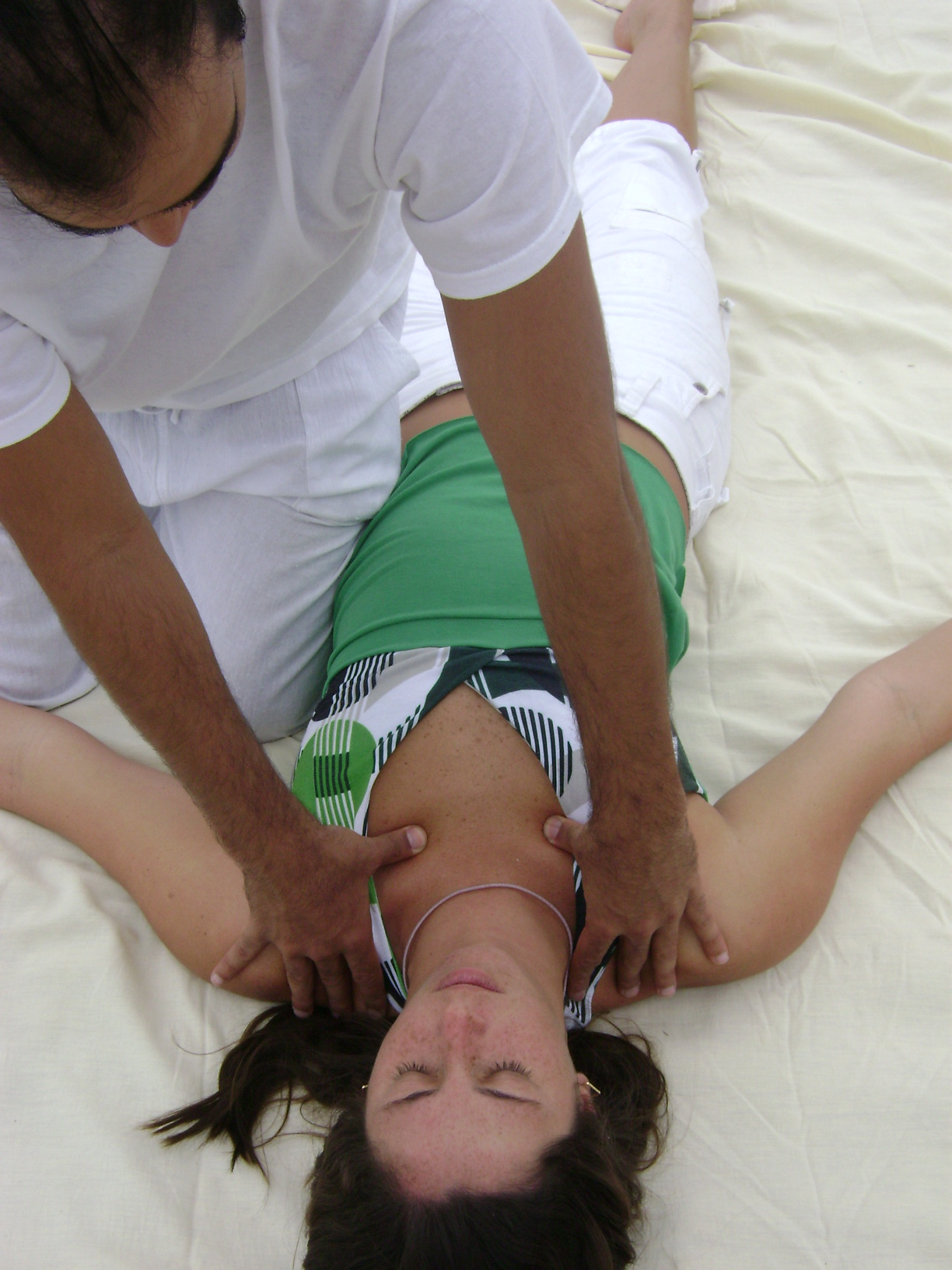
Lavoro di Shiatsu sul meridiano del rene.

Lo shiatsu (指圧? da shi = dito e atsu = pressione), diffuso in Giappone  agli inizi del secolo scorso, è una pratica manuale manipolatoria che stimola nel ricevente le risorse vitali necessarie al recupero e al mantenimento di una condizione di buona salute (il corpo reagisce da solo).
Attraverso questo trattamento manipolatorio durante il quale vengono effettuate pressioni sostenute, costanti e perpendicolari su alcuni punti del corpo del ricevente avvalendosi soprattutto dei polpastrelli, ma anche in alcuni stili di gomiti, piedi, ginocchia e palmi delle mani. 
La forza vitale, o "ki", è la capacità che ogni organismo vivente ha di mantenere un equilibrio e di mantenere stabili le sue funzioni vitali.
È possibile che il Padre dello Shiatsu Namikoshi Tokujiro sensei, nel mettere a punto questa Disciplina abbia tenuto presente forme di manipolazione e massaggio tradizionali cinesi, come lo am-ma, lo an-fa, il tuina, ma di questo non abbiamo prove.

## Storia
Forme primordiali ed istintive di trattamenti con le mani iniziarono con il TEATE, che tradotto dal giapponese significa letteralmente "mani su" e nel vocabolario di oggigiorno significa anche "trattamento". Da tempi antichi, gli umani sapevano istintivamente che si può sopprimere il dolore mettendo una mano sopra l'area interessata. Il dato più antico sul trattamento di un disturbo tramite il TEATE si fa risalire intorno a duecentomila anni nell'era mitica. Fu anche citato in un antico poema giapponese un incidente in cui Sukunahikonakami, il padre della medicina giapponese, curava le malattie con le sue mani nude.
Questo tipo di leggende non è limitato al Giappone, ma è stato il risultato dello sviluppo di terapie manuali in tutto il mondo, come il massaggio in Europa e l'Anma in Cina (chiamata Tui-na nella Cina contemporanea).
Dopo la preistoria, la medicina cinese fu importata dalla Cina continentale attraverso la penisola della Corea insieme al Buddhismo a partire dal VI secolo ad opera di monaci buddhisti, che favorirono una larga diffusione dei princìpi della medicina tradizionale cinese e dei suoi fondamenti teorici. In Giappone nacque così la Medicina Kampo. Yasuyori Tanba scrisse il più antico libro medico intitolato "Ishinboh", che si trova attualmente in Giappone e la medicina Kampo divenne il centro della medicina giapponese. Il ruolo della medicina Kampo fu importante fino alla rivoluzione Meiji (1867). Includeva la terapia manuale "Anma" insieme con le sue pratiche predominanti: agopuntura, moxibustione e medicina cinese.
Nel periodo Edo,vi furono grandi specialisti in terapie manuali (i terapisti di Anma), come Ryouzan Goto e Shinsai Ota. Negli ultimi anni del periodo Edo, Genpaku Sugita e Ryoutaku Maeno svilupparono la conoscenza della medicina occidentale del periodo Meiji traducendo il "Kaitaishinsho" (testo di anatomia proveniente dai Paesi Bassi). Con l'influenza della medicina più moderna dei Paesi occidentali anche molte terapie manuali come massaggi, chiropratica ed osteopatia furono importate in Giappone.
Oltre a queste terapie estere, c'erano più di trecento trattamenti per civili; questi erano antichi trattamenti giapponesi importati dalla Cina: Anma, Douin, Kampo, Jyujutsu, ecc. con le loro forme combinate.
Lo sviluppo delle conoscenze della medicina occidentale e delle terapie ad essa collegate portarono addirittura alla messa fuori legge delle terapie della medicina Kampo. 
Dopo la seconda guerra mondiale, il generale Mc Arthur rimase  quale incaricato del Ministero della Salute giapponese. In questo periodo si allestì un elenco di più di cento terapie  non regolamentate, tra cui lo Shiatsu.  Dopo una ricerca scientifica eseguita da varie università  e durata 8 anni, si giunse  alla conclusione che la terapia Shiatsu assieme all’agopuntura e all’Anma, erano le sole che  avessero tutti i requisiti per ottenere un riconoscimento scientifico. Attualmente, assieme all’agopuntura e all’Anma, lo Shiatsu di Tokujiro Namikoshi  fa parte delle uniche  discipline riconosciute dal Ministero della Sanità e Benessere giapponese. Infatti nel 1964, una nuova normativa definì lo shiatsu, che in quel momento era costituito da quello di Namikoshi Sensei, come una forma di cura autonoma e distinta dalle altre tecniche venendo così definito: "La shiatsuterapia è una forma di manipolazione che si esercita con i pollici, le altre dita e i palmi delle mani senza l'ausilio di strumenti, meccanici o d'altro genere. Consiste nella pressione sulla cute intesa a perseguire e conservare lo stato di salute dell'individuo nella sua interezza".
Cominciano così a ricoprirsi di prestigio le prime scuole specifiche per il suo insegnamento e tra queste quella creata nel 1940 da Tokujiro Namikoshi, che ha avuto il merito di essere stato il primo a dare una organizzazione didattica essenziale alla metodologia shiatsu. Dopo il 1968 il Maestro Shizuto Masunaga, inizialmente collaboratore di Namikoshi, ha elaborato una metodologia di shiatsu che si basa sulla visione energetica del ricevente in quanto persona, fondando l'associazione di shiatsu Iokai.
Fin dalla sua nascita, che risale al periodo tra le due guerre mondiali si è caratterizzato per la pressione che viene portata perpendicolarmente alla superficie del corpo e quando è al suo massimo deve essere mantenuta costante. Infatti non esistono nello shiatsu sfregamenti, impastamenti, manipolazioni, utilizzo di oli o altro; le pressioni entrano in profondità senza scivolare sulla pelle e producono uno stimolo a cui l'organismo della persona trattata "risponde", recuperando e manifestando dal profondo le proprie risorse vitali.
L'8 aprile è la giornata dello shiatsu secondo il calendario ufficiale del Giappone e del Canada, i praticanti di tutto il mondo celebrano lo shiatsu day in questa data.

## Le tecniche
Il trattamento consiste nella pressione applicata con le sfere dei pollici e delle dita e i palmi delle mani in punti specifici sulla superficie del corpo. Tradizionalmente questi punti sono chiamati tsubo in giapponese. Lo tsubo sul corpo è il punto di accumulo delle fatiche e dello stress. La pressione esperta esercitata sugli tsubo porta sollievo.
L'agopuntura può essere considerata la musa ispiratrice dello shiatsu. Nell'antica Cina i terapeuti attraverso l'osservazione e l'esperienza, svilupparono un interessante sistema di diagnosi e cura basato sull'individuazione di circa settecento punti distribuiti sul corpo e sulle linee meridiane dei flussi di energia che li connettono. Questo articolato sistema era appunto l'agopuntura caratterizzato dall'utilizzo di piccolissimi aghi che venivano inseriti in specifici punti lungo i meridiani per correggere il flusso di energia.
La conoscenza di questo sistema arrivò fino in Giappone più di mille anni fa, e nel diciottesimo secolo, i praticanti del massaggio tradizionale giapponese (anma), incorporarono questa conoscenza nella loro tecnica.
Intorno al 1920 Tokujiro Namikoshi coniò la parola "Shiatsu" (tradotta letteralmente in italiano è "pressione delle dita"), per descrivere il suo sistema di diagnosi e cura, che da lui prese il nome - Shiatsu Namikoshi - e che integrò appieno con i programmi terapeutici della medicina moderna.
Lo shiatsu si basa su cinque "pilastri":
1. il respiro
2. la postura
3. la perpendicolarità
4. la pressione
5. la sensazione di piacere/dolore

È una tecnica manuale codificata basata principalmente sulle pressioni portate con i pollici, le dita, i palmi delle mani. Una pressione efficace è caratterizzata da cinque fattori che devono sempre essere presenti:
1. l'uso del giusto strumento di lavoro
2. una corretta posizione dell'operatore
3. una corretta individuazione dell'area su cui operare
4. l'attenzione dell'operatore
5. tre fasi pressorie: ingresso, stasi, uscita

## Gli stili
Questo è un elenco dinamico e potrebbe non essere mai in grado di soddisfare particolari standard di completezza. Puoi aiutarci espandendolo con le fonti affidabili.
Esistono diversi stili, ma i più diffusi sono quelli fondati dai due grandi maestri Namikoshi e Masunaga (o Iokai), da cui assumono il nome.
Ecco i principali stili dello shiatsu:

### Lo stile Ho (Shiatsu Ryoho)

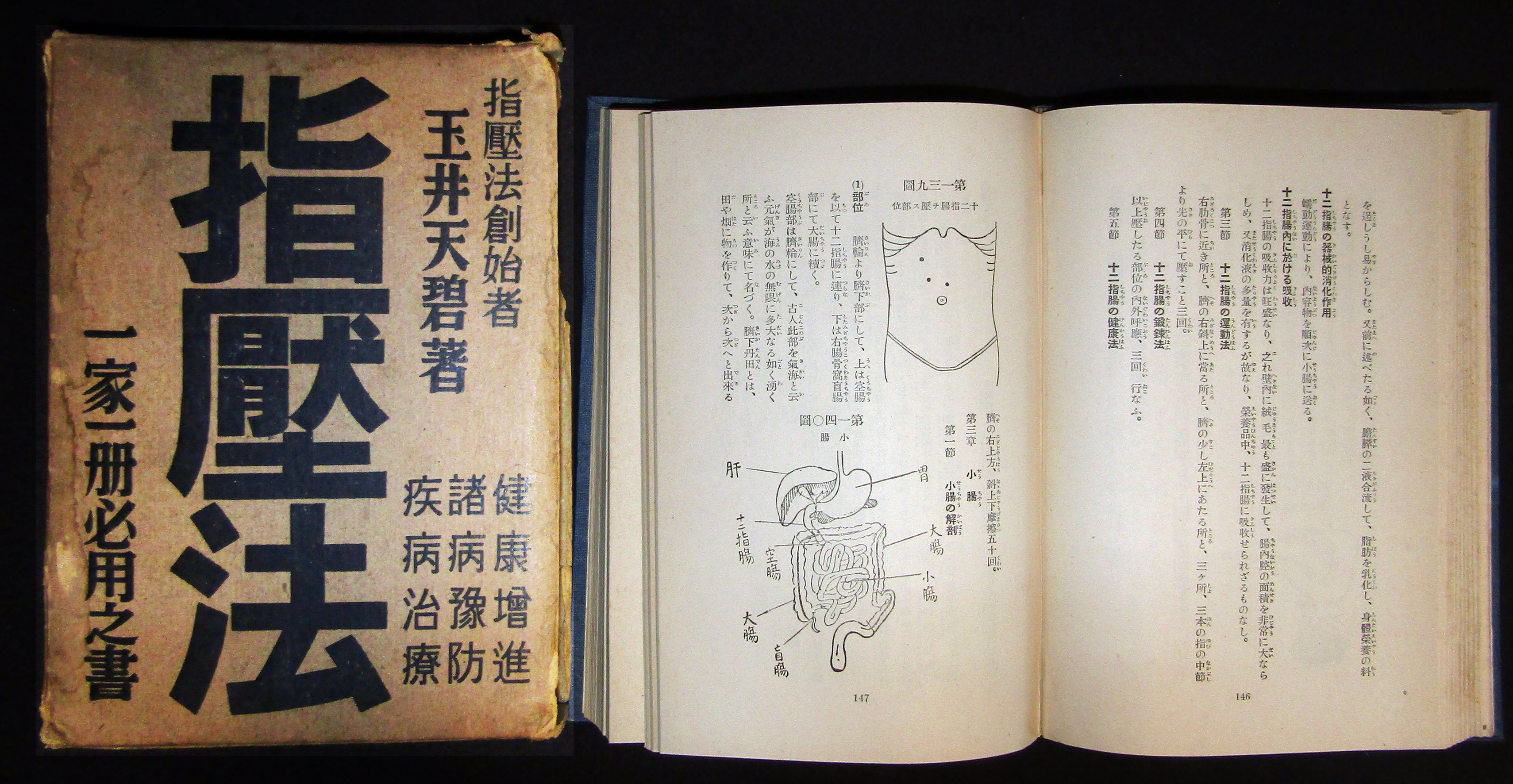
Tamai Tenpeki: Shiatsu-hō. 1939

Il terapista Tamai Tempeku, unendo le sue conoscenze in campo anatomico e fisiologico della medicina occidentale agli antichi metodi tradizionali Ampuku, Anma e Do-In, chiamò questa tecnica prima Ryoho cioè “metodo di guarigione attraverso la pressione con le dita” poi Ho, cioè “metodo di pressione con le dita”.
Tra il 1910 ed il 1920 pubblica il suo primo libro e sempre in quegli anni appaiono le prime tecniche basate sull'uso della pressione su diverse zone del corpo alle quali viene dato il nome di Shiatsu.

### Lo stile Namikoshi
Tokujiro Namikoshi mise a punto un metodo vero e proprio di trattamento generale che si prefigge di mantenere o recuperare un buono stato di salute. E sosteneva che trattamenti parziali potevano solo eliminare o ridurre i sintomi, mentre lo Shiatsu, attraverso il suo trattamento generale, ha l'obiettivo di intervenire sulle patologie in via preventiva e terapeutica. 
Tokujiro Namikoshi Sensei fondò l'Università shiatsu del Giappone nel 1940 e sistematizzò una forma di terapia shiatsu basata sull'anatomia e la fisiologia occidentale.
La sua Scuola, il prestigioso Japan Shiatsu College, è l'unica scuola di shiatsu ufficialmente riconosciuta dal Ministero della Sanità giapponese.
Si contraddistingue per un approccio che utilizza le conoscenze della scienza medica occidentale.
Tale tecnica mostra un'efficacia elevata in tempi rapidi, con riferimento alle patologie trattate.
Egli trattò personaggi importanti come l'ex primo ministro giapponese Shigeru Yoshida e successivi primi ministri, il procuratore del tribunale militare internazionale per l'Estremo Oriente, il procuratore Keenan, nonché celebrità come Marilyn Monroe e Muhammad Ali.
Il primogenito si chiamava Toru Namikoshi Sensei. Anche lui si dedicò alla divulgazione dello shiatsu per molti anni; insieme, padre e figlio, fecero tournée per tenere conferenze ed eseguire dimostrazioni.
In Giappone, solo il "Japan Shiatsu College" è autorizzato dal Ministero della Sanità a rilasciare la qualifica di terapista shiatsu valida nel Paese. Gli allievo diplomati presso il JSC possono sottoporsi all'esame di Stato per divenire Shiatsu-shi, cioè fisioterapisti specializzati in Shiatsu. 
In Italia la prima Scuola che diede vita alla diffusione dello stile Namikoshi, così come viene insegnato presso il J.S.C. è stata la Scuola Italo-Giapponese Shiatsu Namikoshi, tuttora operante.

### Lo stile Palombini
Rodolfo Palombini (Rudy 1930 - 1994) ha introdotto lo shiatsu in Italia. Fondatore della Scuola Italiana Shiatsu - S.I.S. (1979) esperto massofisioterapista, nel 1964 ha conseguito il primo diploma europeo di Shiatsu-Terapista presso il Nippon Shiatsu School (attuale Japan Shiatsu College)  allora diretto dal Maestro Tokujiro Namikoshi. R. Palombini ha approfondito gli studi sullo Shiatsu Namikoshi introducendolo nella terapia riabilitativa e nella traumatologia sportiva. L’esperienza maturata negli anni, anni di appunti, verifiche, ricerche è culminata nella naturale evoluzione dello Shiatsu Namikoshi in Metodo Palombini, attenta codificazione di un sistema adeguato alle esigenze del mondo occidentale.
Nel 1994 subentra nella scuola il figlio di Rudy, Fulvio Palombini (Alessandria d'Egitto 20 luglio 1955), medico reumatologo, docente in fisioterapia all’Università “La Sapienza” di Roma.  Fulvio Palombini fedele alla sua formazione di medico, nel rispetto della sua attività professionale – la riabilitazione motoria, si adopera affinché il mondo scientifico rivolga lo sguardo verso lo Shiatsu Namikoshi, per valutarne l’efficacia attraverso la sperimentazione.
Il 2003 è un anno importante nella storia dello shiatsu: l’Azienda Ospedaliera Sant’Andrea di Roma - sede della II facoltà di Medicina e Chirurgia Università “La Sapienza” di Roma avvia la prima ricerca su pazienti affetti da cefalea, da emicrania e da insonnia.
Tra il 2010 ed il 2013 il Comitato Etico dell’Azienda Ospedaliera Sant’Andrea di Roma approva il protocollo di studio osservazionale “Emicrania e Shiatsu” – sperimentatore Prof. Giuliano Sette - professionista esecutore Prof. Fulvio Palombini. Luogo di attuazione: il reparto di neurologia dell’Ospedale S. Andrea di Roma, diretto dal Prof. Francesco Orzi.
Nel 2017 la prima pubblicazione: Neurol Sci. 2017 giugno; 38 (6): 999-1007. doi: 10.1007 / s10072-017-2888-7. Epub 2017 10 mar. "Studio pilota singolo-cieco, randomizzato, che combina shiatsu e amitriptilina nelle malattie primarie refrattarie". Villani V 1 , Prosperini L 2 , Palombini F 3 , Orzi F 4 , Sette G 4 .

### Lo stile Masunaga (stile Iokai)

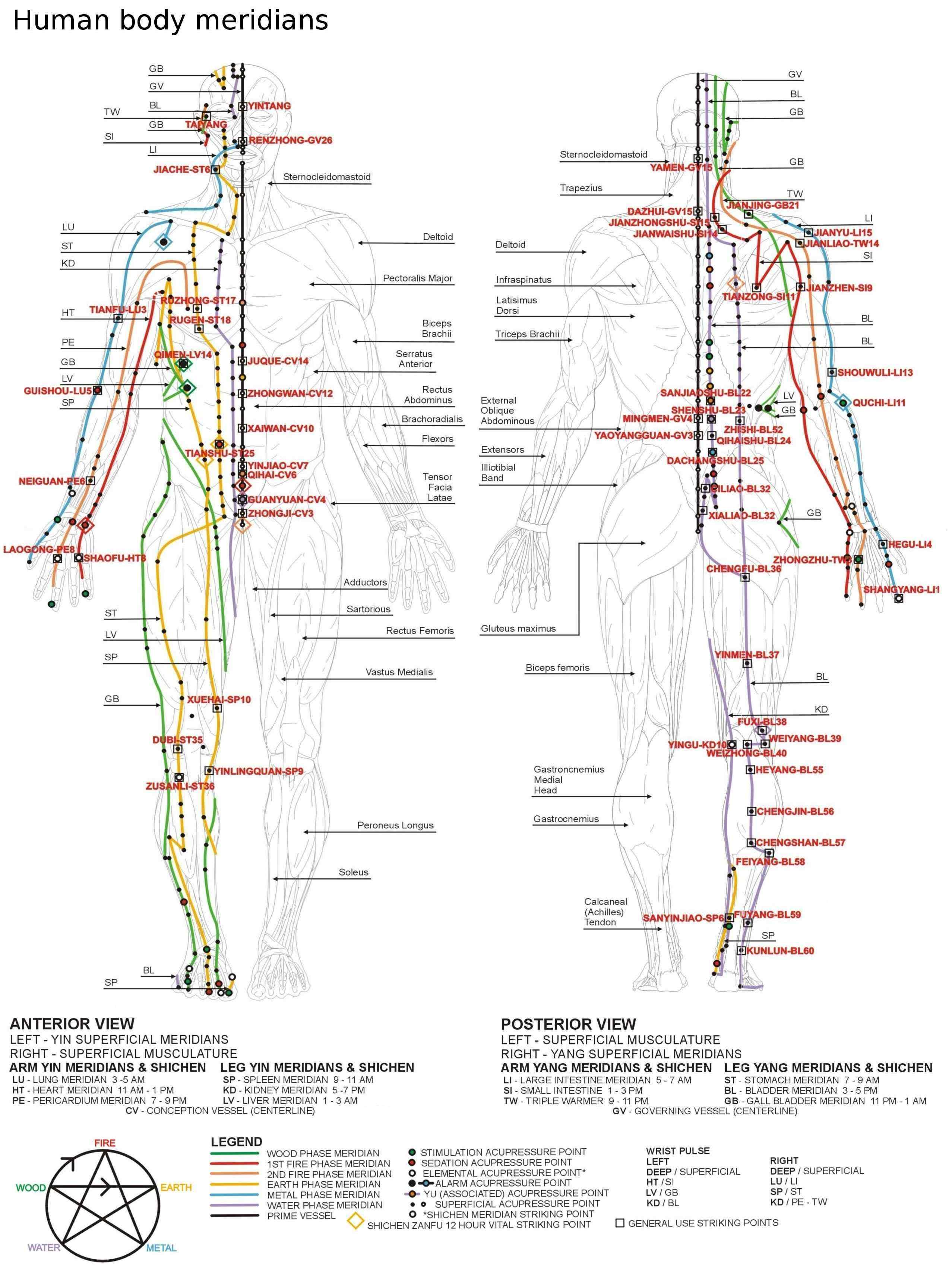
I praticanti dello stile Shiatsu Masunaga credono che il flusso di energia, attraverso le linee meridiane, abbia una profonda influenza sulla salute della persona.

È maggiormente diffuso in occidente, mira ad un equilibrio generale delle funzioni dell'organismo, la cui mancanza sarebbe, secondo Shizuto Masunaga, la causa prima delle patologie: l'attenzione è dunque spostata dai sintomi alle cause.
Nella pratica dello shiatsu "Masunaga" si riscontra tipicamente un effetto di rilascio delle tensioni muscolari, con regolarizzazione del respiro, del battito cardiaco e della temperatura corporea: ciò favorisce un benessere a tutti i livelli (psichico, emotivo, fisico) che, dopo una sequenza di quattro-otto sedute con cadenza settimanale, tende a stabilizzarsi per un periodo di alcuni mesi.
Alcuni benefici, talvolta, permangono più a lungo.

#### Lo Iokai (Associazione del Re della Medicina)
Shizuto Masunaga si laureò come terapista presso la scuola di Namikoshi e ne diventò professore.
Lavorò anche come professore di psicologia presso l'Università di Tokyo.
Dallo studio della MTC e dello shiatsu, così come dalla sua pratica clinica come terapista, ha sviluppato il suo stile, noto in Occidente come "Zen shiatsu".
Nel 1960 ha fondato la sua scuola: il Centro "Iokai Shiatsu".
Nel 1977 ha pubblicato il libro "Zen shiatsu: How to harmonize yin and yang for better health", che ha scritto insieme a Wataru Ohashi e che raccoglie le basi dello stile, l'edizione italiana del testo è stata pubblicata nel 1983 con il titolo "Zen Shiatsu. La terapia shiatsu secondo i principi dello zen."
A differenza di Namikoshi, nella pratica del suo stile di Shiatsu faceva riferimento alla Medicina Tradizionale Cinese e al sistema dei meridiani (keiraku in giapponese).
Una particolarità dello Stile Iokai è l'utilizzo del sistema dei meridiani estesi su tutto il corpo e di precise mappe diagnostiche di addome e dorso.
Masunaga era un grande studioso di testi classici di MTC (come il "Testo classico di medicina interna dell'imperatore Giallo" di Huang Ti Nei Ching Su Wen, una raccolta di teoria taoista e un libro di testo di agopuntura).
Il contenuto teorico di questi libri ha influenzato profondamente lo sviluppo di questa e di altre correnti nate in seguito.
In contrasto con l'agopuntura, nello shiatsu Stile Iokai i singoli punti non giocano un ruolo molto grande: viene trattato l'intero meridiano.
Uno studio del 2015 inquadra lo shiatsu Stile Iokai in una prospettiva diadica e sistemica in cui il praticante combina stimoli perturbatori e stabilizzatori per stimolare il sistema del cliente in una zona di sviluppo prossimale.

#### Le cinque sostanze fondamentali
Le 5 sostanze fondamentali sono, in primo luogo, il prodotto delle trasformazioni che si compiono continuamente all’interno del singolo essere umano e anche le energie essenziali che consentono tali trasformazioni. Le 5 Sostanze sono: jing, shen, qi, xue e jin-ye.
Tra le 5, ve ne sono tre che sono più importanti e sono Jing, Shen, Qi.
| SOSTANZA | FUNZIONI                                                                                          | ORGANI ASSOCIATI     |
| -------- | ------------------------------------------------------------------------------------------------- | -------------------- |
| Shen     | Vitalità spirituale dell'individuo, Sede di coscienza e consapevolezza, sede dei processi mentali | Cuore                |
| Jing     | Crescita,riproduzione e sviluppo, attiva le trasformazioni, base di forza e salute costituzionali | Reni                 |
| Qi       | Muove, riscalda, trasforma, protegge, trasporta, contiene                                         | Polmoni, Milza, Reni |
| Xen      | Nutre, umidifica                                                                                  | Cuore, Fegato, Milza |
| Jin-Ye   | Nutre, umidifica                                                                                  | Polmoni, Milza, Reni |

Nello specifico:

##### Jing (essenza)
Indica l’essenza e il nucleo vitale di qualcosa; difatti il corrispondente carattere cinese dà l’idea di una sostanza pura derivata per distillazione a sostanze più grossolane. Lo jing ha sede nei reni che sono i depositari della fisico-energetica di base.
Nell’uomo si distinguono due tipi di jing:
1. Jing del Cielo Anteriore: rappresenta l’energia dello spirito antecedente alla nascita terrestre, ossia la condensazione di energie che si accumulano dal momento del concepimento nel feto. Inoltre il jing del Cielo Anteriore determina la costituzione fisica ed energetica e la personalità innata di ogni individuo;
2. Jing del Cielo Posteriore: rappresenta, invece, l’energia che si sviluppa dopo la nascita ed è essenziale per il mantenimento della vita individuale. L’individuo ricava il suo nutrimento da sostanze esterne come cibo, acqua, aria ma anche l’ambiente psicoaffettivo.

##### Shen (mente-spiriti)
Indica l’unità originale e indifferenziata di ogni uomo. È la vera guida che si radica nello spirito di ogni individuo e lo conduce nel corso della vita; ma, al contrario dello jing, esso non è parte di ogni singolo uomo bensì fa parte del patrimonio universale. Lo shen dimora nell'organo cuore.

##### Qi (energia individuale)
Indica l’energia che interiorizziamo nel momento in cui assimiliamo l’energia da sostanze esterne (Jing del Cielo Posteriore). Esso permette l’espletamento di alcune funzioni organiche come la termoregolazione del corpo, motore dei processi metabolici, circolazione. E in base a queste funzioni vengono riconosciuti 3 tipi di qi:
1. Wei Qi (Qi difensivo): per la sua funzione di protezione dell’organismo da attacchi esterni;
2. Ying Qi (Qi nutritivo): per la sua funzione di trasporto delle sostanze nutritive nell’organismo;
3. Yuan Qi (Qi originario): l’energia Jing interiorizzata in Qi.
Il qi ha sede nei polmoni, nei reni e nella milza.

##### Xue (sangue)
Rappresenta la sostanza più materiale e densa che ha la funzione di nutrire e mantenere l’individuo; vale a dire nutrire, umidificare e dare radicamento e solidità psicofisica. Un deficit di xue può portare a problemi sia a livello fisico che psichico. Ha sede nel cuore, nel fegato e nella milza.

##### Jin-ge (fluidi corporei)
Rappresenta tutti i fluidi presenti nel corpo di un uomo: liquidi intra e infra-cellulari, lacrime, sudore, muco nasale, secrezioni vaginali e genitali, latte materno. All’interno dell’organismo vi è necessità di equilibrio tra i diversi fluidi che sono regolati da polmoni, milza e reni.

### Lo stile Koho
Il professor Ryuho Okuyama, morto nel 1987, è contemporaneo di Tōru Namikoshi e questi due praticanti-insegnanti si frequentarono regolarmente.
Il padre e il figlio di Namikoshi erano anche presenti ai funerali dell'insegnante, avvenuti ad Ōmiya-ku.
Ma le loro fonti di apprendimento erano diverse e Ryuho Okuyama era in particolare, da un lato praticante di jujitsu e dall'altro discepolo del professor Hirata, medico di medicina tradizionale cinese.
L'orientamento dello shiatsu Koho, fondato con questo nome, riflette questo curriculum. Si basa sulle pressioni con i pollici su dei punti (o tsubo) disposti lungo 16 meridiani del corpo.
Koho shiatsu è, dal 1975, uno stile di shiatsu insegnato in Europa (Francia).
L'iniziatore fu Thierry Riesser, un kinesioterapista morto nel 2010 e regolarmente diplomato, che praticò ed insegnò soprattutto in Francia ma anche a Kyoto, in Giappone.
In diverse occasioni e già dall'anno 1977 questo professionista ed insegnante ha portato in Europa il professor Okuyama con suo figlio e con altri praticanti giapponesi.
Insieme diffusero questo stile.
È tuttora considerato terapeutico e particolarmente medico, se ne consiglia l'apprendimento ad operatori sanitari.

### Lo stile Tao
Ryukyu Endo, che ha introdotto questa forma di shiatsu, studiò direttamente con l'insegnante Namikoshi e si diplomò al Japan Shiatsu College.
Suguì la teoria dello Zen Shiatsu, ma lascio lo "Ioh-Kai" dopo la morte del maestro Masunaga.
Questa teoria invece contiene pratiche religiose e spirituali, ad esempio recitando una preghiera buddhista prima della lettura degli esercizi.
Ci sono diversi suoi seminari di uno e due giorni disponibili in Giappone, a Tokyo e Kyoto.

### Lo stile mio-energetico
È uno stile di shiatsu sviluppato da Hiroshi Iwaoka. Considera che "la deformità posturale è la causa di malanni e di malattie".
L'innovazione principale risiede nella corrispondenza stabilita tra "medicina energetica" e "medicina meccanicistica". Quindi la mio-energetica considera che la causa primaria di uno squilibrio di salute di un individuo si trova nello squilibrio posturale.
Il lavoro del professionista consiste dunque nel preservare e rafforzare l'equilibrio posturale e va oltre lo squilibrio organico o viscerale. Incoraggia il ricevente a prendere coscienza degli squilibri man mano che gli equilibri esistenti vengono preservati e / o consolidati.
La pratica di questo stile si concentra sulle linee tendino-muscolari.
È diffuso in Francia.

### Lo stile Ohashi (Ohashiatsu)
Questa tecnica deriva dal maestro Wataru Ohashi che, oltre alla sua formazione personale, nel 1973 fece un seminario tenuto dal maestro Namikoshi al ritorno dagli Stati Uniti.
Applica meno pressione con il pollice e si concentra maggiormente sul bilanciamento del corpo attraverso la tecnica del "Seitai" che è un tipo di stretching o manipolazione e viene fatto nel corpo per ottenere un migliore equilibrio.
Egli ha sviluppato una modalità di lavoro che si basa sulla comunicazione e la sinergia tra chi pratica e chi riceve il trattamento, aumentando il benessere e l'armonia di entrambi, portando quindi beneficio anche agli operatori.
Il movimento continuo e l'uso della forza di gravità rendono il corpo di chi pratica questo tipo di metodo molto flessibile e privo di rigidità e contrazioni che alla lunga possono interferire con il flusso energetico.
Ohashi ha contribuito alla diffusione di questa pratica in occidente, con la pubblicazione di diversi libri e la fondazione di molte scuole in tutto il mondo.
Ohashiatsu è un marchio registrato.

### Lo stile Hiron (Hironshiatsu)
Un altro studente di Namikoshi, Hiroshi Nozaki, ha fondato l'Hironshiatsu, una tecnica olistica di shiatsu che utilizza tecniche intuitive ed approccio spirituale alla guarigione identificando i modi in cui assumersi la responsabilità di una vita sana e felice nelle proprie mani.
È praticato principalmente in Svizzera, Francia e Italia, dove il suo fondatore ha aperto diverse scuole.
In Italia è stata costituita l'associazione "Shiatsu quo" per condividere e divulgare l’arte dell'Hironshiatsu.

### Lo stile Yoseido
Fondato da Yuichi Kawada, studente di Namikoshi e Masunaga, prende in considerazione la filosofia e l'esoterismo cinese (yin e yang, quadrato magico, libro dei mutamenti).
Basandosi sui movimenti appresi dai suoi maestri, Yuichi Kawada ha aggiunto il frutto di una vita dedicata al massaggio in tutto il mondo (in Giappone, nelle Filippine, negli Stati Uniti, in Francia ed infine in Belgio, dove oggi insegna).
La sua conoscenza del corpo e della psicologia umana lo rendono un praticante e maestro straordinario e rispettato.

### Lo stile Sei Shiatsu Dô
Insegnato alla Shiatsu Therapeutic School di Parigi, è uno stile terapeutico creato da Bernard Bouheret dopo 25 anni di pratica in studio.
Ha origine dal Koho Shiatsu del Maestro Okuyama. Il suo insegnamento e la pratica si basano molto sulla medicina tradizionale cinese e le sue radici taoiste; la sua esecuzione è codificata (kata).
All'inizio della sessione, viene effettuato un bilancio energetico (in particolare con la valutazione del polso arterioso) per identificare la causa dei sintomi avvertiti e lo sviluppo del processo di trattamento, che viene effettuato principalmente sul percorso del meridiano e su alcuni punti di agopuntura.
È diffuso in Francia.

### Lo stile macrobiotico
Oggigiorno la dieta macrobiotica è ben nota in tutto il mondo ed il maestro Michio Kushi è colui che l'ha sviluppata.
Egli segue principalmente la medicina complementare che è la base, oltre che di shiatsu, anche di dieta, agopuntura, meditazione e medicina erboristica cinese.
Si insegna lo stile macrobiotico come parte del corso di formazione sulla carriera macrobiotica, presso l'Istituto Kushi (organizzazione educativa senza fini di lucro) nel Vermont, USA ed altre scuole insegnano la dieta macrobiotica nei corsi di nutrizione.
Lo stile di Shizuko Yamamoto invece è caratterizzato da due punti principali: oltre alla dieta macrobiotica come trattamento addizionale, c'è l'uso dei piedi, durante le manovre specifiche, per esercitare pressione su alcune masse muscolari del ricevente come i glutei.

### Lo stile Ryotan Tokuda
Il Maestro Ryotan Tokuda, nato a Hokkaido, in Giappone nel 1938, si è laureato in filosofia buddista presso l'Università di Komasawa e come Maestro Zen (scuola Sōtō).
Ha imparato lo shiatsu e la medicina tradizionale cinese dal maestro Ryosui Wakita (anch'egli monaco Zen della scuola Sōtō, maestro di kendo e discepolo del Maestro Sorei Yanagiya).
Lo stile Ryotan Tokuda rimane in contatto diretto con la medicina tradizionale cinese.
È applicato sistematicamente sui 12 meridiani principali con uno specifico tocco, durante la sessione, su diverse porzioni di meridiani e punti di agopuntura.
Ryotan Tokuda insegna che la qualità dell'assistenza dipende in gran parte dall'atteggiamento, dalla postura e dalla qualità della presenza del professionista.
A tal fine il suo insegnamento pone l'accento sull'addestramento del praticante in modo che cammini verso il giusto gesto.
Teorie di base di MTC, dietetica orientale ed esercizi di salute fanno parte della trasmissione.

### Lo stile olistico
È una medicina complementare che combina shiatsu giapponese, medicina tradizionale cinese e medicina indo-tibetana.
Come altri stili tiene conto dell'essere umano nel suo insieme: fisico, psichico ed emotivo.
L'insegnamento si basa sui sette corpi sottili dell'essere umano e considera che lo spirito agisce sulla materia.
Il processo terapeutico mira ad agire sui quattro corpi inferiori: mentale, astrale, eterico e fisico.
Quando è necessario, il medico di shiatsu olistico agisce su uno dei nove centri psichici chakra (influenza indiana) per armonizzare i tre corpi superiori.
Una diagnosi è fatta secondo le 5 dinamiche (o 5 elementi) della tradizione tibetana e una consultazione di shiatsu olistico si articola come segue:
- Ricezione della persona, completa anamnesi, lettura energetica.
- Bilancio energetico: definizione della causa dei sintomi avvertiti (terreno) e definizione di un processo di trattamento completo e giustificato.
- Trattamento: il trattamento inizia sempre con un massaggio dei dodici meridiani e prosegue con un trattamento specifico per ogni persona sotto forma di azioni specifiche sui punti energetici specifici e manovre terapeutiche per regolare ed armonizzare l'intera persona.
- Verifica del trattamento e consigli: verifica dell'efficacia del trattamento con lettura energetica, spiegazione completa del trattamento alla persona e consigli per l'igiene vitale (dietetica, esercizi di taijiquan, meditazione o lo yoga) al fine di stabilizzare il trattamento nel tempo.

### Lo stile Meiso
È arrivato in Italia negli anni 70 grazie al Maestro giapponese Yuji Yahiro che oggi vive nelle Marche.
Utilizza la pressione delle dita e delle mani in modo perpendicolare, costante e concentrata combinata al respiro profondo, alla forza dell’addome e delle lombari e all’immagine positiva.

### Lo stile Yin
È stato creato da Takeuchi Nobuyuki, medico, agopunturista e fondatore della Clinica Akahigedo a Tokyo, un centro di medicina orientale fondato nel distretto di Yoyogi quasi 40 anni fa.
Il nome significa "circolo Barbarossa" ed è ispirato al "Robin Hood" della medicina del periodo Edo che ha curato i poveri tassando i ricchi (vedi il film "Barbarossa" di Kurosawa).
È uno dei centri più conosciuti in Giappone per la sua originalità ed il suo approccio al paziente.
Maestro della spada e medico di medicina cinese, la grande curiosità di Nobuyuki Takeuchi lo ha portato a fare della sua clinica un luogo di studio dove vengono insegnati e praticati approcci terapeutici nel campo dello shiatsu, della farmacopea cinese, della dietetica, degli esami del sangue approfonditi, del "counceling", il chi-kong terapeutico e profilattico.
Si tratta di uno dei primi in Giappone che, verso la metà anni '80, ha ospitato maestri Chi Kong dalla Cina, farmacologi ed agopuntori per promuovere la ricerca e l'incontro tra gli operatori giapponesi e cinesi.
Lo Shiatsu-yin differisce dagli altri stili nel profondo del suo lavoro: le pressioni sono progressive ma anche più profonde.
L'approccio energetico è completato da tecniche osteoarticolari e corrispondenze esclusive identificate dall'osservazione della biomeccanica umana; ogni sessione è diversa e la ricerca di mobilità con l'attenzione alla respirazione sono al centro di questa pratica.
La clinica Akahigedo ha formato molti praticanti, sia orientali che occidentali, offrendo l'esperienza di una sorta di comunità di pratica.
Prepara i suoi terapeuti per un rigore morale ispirato alla vita dei samurai e ad uno stile di vita più esigente e consapevole attraverso lo shiatsu.
L'approccio terapeutico di Nobuyuki è ora rappresentato nelle Hawaii, in alcune città degli Stati Uniti ed in Europa.
Egli è anche autore di numerose opere in giapponese sull'esperienza della medicina, della psicologia e del buddismo.

### Lo stile Watsu
È una disciplina per il benessere che unisce, potenziandoli, gli effetti benefici dello shiatsu a quelli del relax meditativo in acqua.
Nel watsu, le proprietà rilassanti dell'acqua tiepida inducono uno stato di distensione che facilita l'abbandono alle manipolazioni shiatsu.
L’obiettivo è quello di alleviare disturbi muscolo-scheletrici, respiratori o di altra natura agendo attraverso l’azione benefica che il massaggio acquatico ha a livello psico-fisico.
Il tutto al fine di attivare nel soggetto un processo di autoguarigione che inizia nella vasca, continua nelle ore seguenti e viene riattivato ad ogni successiva sessione.
Inoltre l'acqua, elemento primordiale che favorisce il riaffiorare delle emozioni più profonde, contribuisce a rafforzare il legame terapeutico con il watsuer (chi dà watsu).

### Lo stile Tantsu
Il Tantric Shiatsu fu sviluppato contemporaneamente al watsu. Come quest'ultimo è basato su posture che l'operatore fa assumere al ricevente, vengono esercitati stiramenti e pressioni tipiche del watsu ma il trattamento avviene su materassini.
Inventato dal californiano Harold Dull, unisce i benefici di due terapie orientali, il tantra e lo shiatsu, con tecniche di respirazione e con un ''lavoro'' di ascolto del corpo e dei suoi bisogni vitali.
Il risultato è un massaggio che stira i muscoli, massaggia gli organi e fortifica la circolazione dell'energia vitale, restituendo benessere, quiete e gioia.
Il cuore del lavoro è il contenimento del corpo di chi riceve il massaggio nella ''culla'' formata dal corpo di chi lo pratica; si instaurano così una vicinanza rispettosa e una fiducia che consentono il rilassamento profondo e l'abbandono di schemi ripetitivi per aprirsi alla creatività e alla crescita interiore.

### Lo stile Sotai Ho
Creato dal maestro Keizo Hashimoto, è un metodo che non solo implica un lavoro di riflessione sulla salute in generale, basato sulla saggezza orientale e sulle nozioni mediche. Osservando gli squilibri nei movimenti, i collegamenti muscolari ed articolari del corpo aiuta l'organismo a ritrovare il suo centro, il suo stato di equilibrio o omeostasi.
La parola giapponese Sotai è relazionata con un'altra parola, Taiso, che si scrive al contrario e significa esercizio. Il carattere So significa lavorare e manipolare una persona come se fosse una marionetta, mentre il carattere Tai significa corpo. Dunque il significato di Sotai è manipolazione o movimento del corpo per ristabilire e mantenere un buon stato di salute.
La terapia Sotai è intesa come metodo di rieducazione neuromuscolare e svolgimento di modelli di presa muscolare. Secondo i professionisti, la terapia Sotai bilancia i sistemi nervoso e muscolare.
Il suo principio centrale è il movimento di backtracking o il trattamento "reverse-motion". L'idea è che le distorsioni strutturali possano essere riportate a una condizione più normale spostando il corpo nella direzione desiderata.
L'utilizzo degli effetti di una contrazione isometrica seguita da un improvviso rilassamento (rilassamento postisometrico) può normalizzare la condizione di tensione.
Ognuno dei seguaci del dottor Hashimoto sviluppa una propria libera interpretazione; attualmente infatti, esistono vari centri dove il Sotai si pratica in modi diversi.
Sotai Ho è un marchio registrato.

## L'autoshiatsu
Lo shiatsu è adatto per l'automassaggio ed il self-shiatsu rappresenta una forma di lavoro sul corpo. Si pratica da soli e non necessita di attrezzature: sono sufficienti uno spazio tranquillo ed un po’ di tempo per se stessi (può essere praticato ovunque: a casa, in ufficio, in auto o al lavoro).
Questa pratica si avvale fondamentalmente di due principi terapeutici, l’automassaggio intuitivo e lo shiatsu tradizionale; permette di migliorare la conoscenza di sé, di favorire il proprio stato generale di salute psicofisica e, per chi già pratica o studia, di raffinare le qualità percettive legate al contatto con il campo energetico personale.
Utile al termine di una giornata, consente di allentare le tensioni accumulate soprattutto a livello del collo e della schiena.

## L'efficacia
Non esistono prove scientifiche che lo shiatsu sia in grado di curare alcuna malattia.
Esistono studi che hanno trovato effetti positivi nella riduzione del mal di schiena, ma la loro attendibilità è limitata poiché si basano sulle risposte soggettive date dai pazienti stessi.
In Australia nel 2015 il dipartimento della sanità del governo ha pubblicato i risultati di una revisione delle terapie alternative che hanno cercato di determinare se fossero idonee per essere coperte dall'assicurazione sanitaria e lo shiatsu era una delle 17 terapie valutate per le quali non è stata trovata alcuna chiara evidenza di efficacia.
La ricerca contemporanea non ha ancora dimostrato l'esistenza di qi e meridiani ma utilizzando una tecnica di cattura delle immagini e di tomografia computerizzata, dei ricercatori hanno osservato dei punti concentrati dentro a strutture microvascolari, che corrispondono chiaramente ai punti su cui lavorano gli esperti di medicina energetica da quasi 2000 anni.
Secondo il Cancer Research britannico "non ci sono prove scientifiche per dimostrare che lo shiatsu può curare o prevenire qualsiasi tipo di malattia, incluso il cancro. Inoltre, la mancanza finora di ricerche di alta qualità significa che attualmente non ci sono prove scientifiche a supporto dell'uso di shiatsu per il controllo dei sintomi del cancro. Questo non significa che lo shiatsu non funzioni nel controllo dei sintomi o degli effetti collaterali, semplicemente che non è stato ancora testato correttamente."
In Occidente, gli Stati Uniti ed il Canada sono i paesi più avanzati nella ricerca degli effetti dello shiatsu.
In Europa, alcuni studi sono stati condotti su emicrania, nausea e vomito durante la gravidanza, disturbi dell'insonnia negli adolescenti, sclerosi multipla, cancro e pochi altri.
Gli studi più approfonditi convalidati dalla ricerca universitaria sono:
- "The effects and experience of shiatsu: a cross-european study" (tradotto in italiano: "Gli effetti e l'esperienza dello shiatsu: uno studio cross-europeo") nel dicembre del 2007.[31]
- "Shiatsu and acupressure: a review of the effectiveness of evidence" (tradotto in italiano: "Shiatsu e digitopressione: una revisione dell'efficacia delle prove") nel giugno del 2011.[32]
- Neurol Sci. 2017 giugno; 38 (6): 999-1007. doi: 10.1007 / s10072-017-2888-7. Epub 2017 10 mar. Studio pilota singolo-cieco, randomizzato, che combina shiatsu e amitriptilina nelle malattie primarie refrattarie. Villani V 1 , Prosperini L 2 , Palombini F 3 , Orzi F 4 , Sette G 4 .[33]

## La diffusione

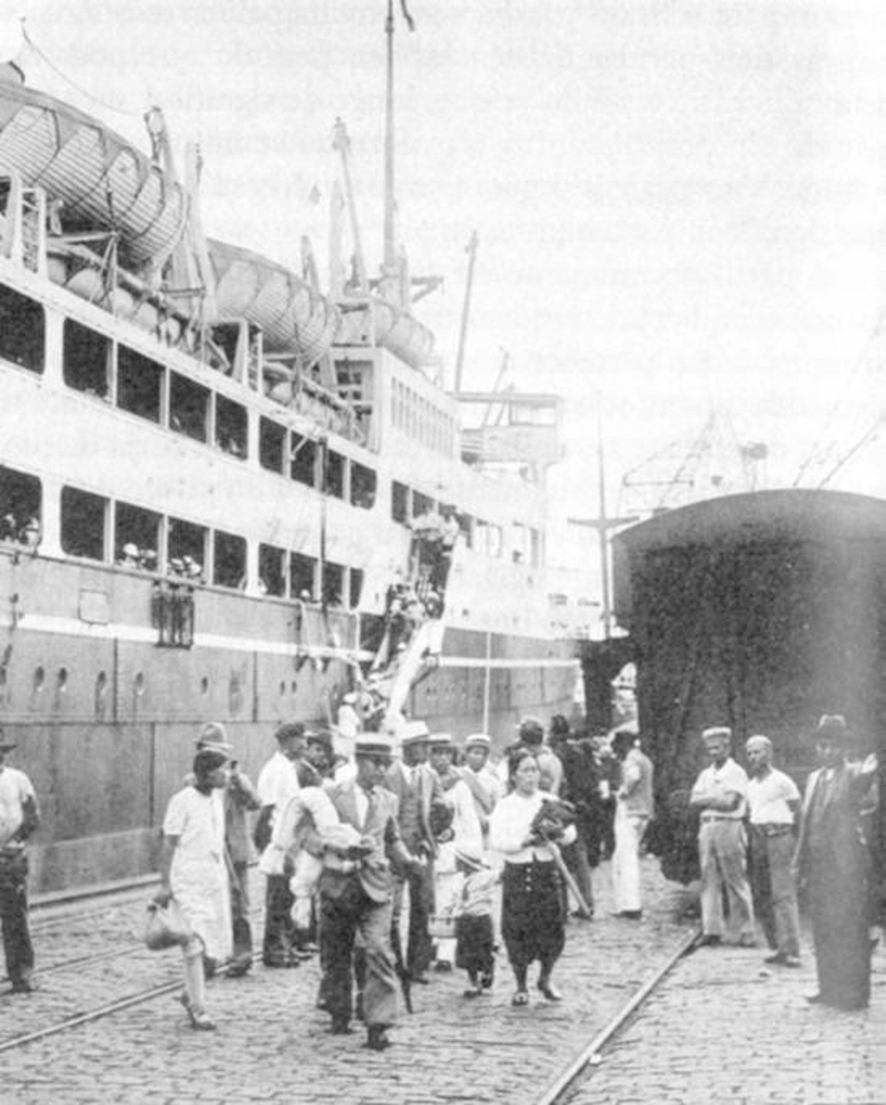
Nel 1937 molti giapponesi arrivarono in Brasile, esportando la pratica dello Shiatsu.

### In Europa
Si diffonde all'inizio degli anni settanta, quando trova un ambiente particolarmente favorevole alla propria diffusione ed al proprio sviluppo, come "terapia alternativa" in risposta alla crescente domanda di salute ed alla difficoltà a fornire risposte della medicina istituzionale. Per alcuni anni i praticanti sono poche centinaia; i primi corsi si svolgono in forma amatoriale e disorganizzata.
Nel 1997 la Commissione europea lo ha elencato come uno degli otto metodi di medicina complementare (risoluzione dell'Unione europea del 29 maggio 1997 sullo status della medicina non convenzionale); gli altri elencati erano la chiropratica, l'omeopatia, la medicina antroposofica, la medicina tradizionale cinese (compresa l'agopuntura), la naturopatia, l'osteopatia e la fitoterapia.

#### Francia
La Francia ha riconosciuto dal 2015 il titolo professionale di "Spécialiste en shiatsu" (tradotto in italiano: "Specialista di shiatsu"), un titolo registrato nel RNCP Répertoire National des Certifications Professionnelles.

#### Germania
Il termine terapista shiatsu non è protetto in Germania, il che significa che chiunque potrebbe definirsi tale. Se si è interessati a questa terapia corporea, ci si deve dunque informare sul tipo di formazione del terapeuta in questione.
Viene praticato anche nell'assistenza geriatrica, nella medicina palliativa o per l'assistenza sanitaria preventiva sul posto di lavoro.
Il trattamento shiatsu non fa parte del catalogo delle prestazioni delle casse malattia obbligatorie, il che significa che gli assicurati devono sostenere personalmente i costi del massaggio. A volte le compagnie di assicurazione sanitaria rimborsano una parte dell'importo se il trattamento è raccomandato da un medico ed eseguito da un operatore shiatsu accreditato (ad esempio un operatore di medicina alternativa).

#### Grecia
Si pratica negli ospedali ed in altri ambiti sanitari o gruppi come i medici senza frontiere. Gli anestesisti del dipartimento di sollievo dal dolore cronico supportano terapie complementari come lo shiatsu ed il riconoscimento dei suoi effetti è stato grande finora.

#### Italia
Nell'anno 2010 gli operatori scesero in piazza per sensibilizzare il governo e l’opinione pubblica sulla professione.
Con la legge 14 gennaio 2013, n.4 (pubblicata sulla Gazzetta Ufficiale del 26 gennaio 2013, n. 22) il Governo italiano rese disponibile alcuni elenchi di associazioni professionali, a titolo puramente informativo e senza un giudizio di affidabilità.
Nelle note introduttive agli elenchi, il Ministero dello sviluppo economico precisò che l'inserimento di un'associazione di professionisti "non costituisce in alcun modo un riconoscimento giuridico della professione da essi esercitata".

#### Regno Unito
È una terapia non regolamentata nel Regno Unito. Ciò significa che non ci sono leggi che stabiliscano il livello di formazione di cui qualcuno ha bisogno per diventare un praticante di shiatsu. Esistono tuttavia organismi professionali che regolano volontariamente tali terapie. Questi organismi elencano solo terapisti con qualifiche e assicurazioni pertinenti e si attengono a un codice etico. Quando si cerca un praticante shiatsu, può offrire tranquillità optare per qualcuno che sia membro di un organismo professionale o che abbia qualifiche e assicurazioni pertinenti.

#### Spagna
Lo shiatsu non è una pratica regolamentata ed è attualmente in fase di valutazione nell'ambito del programma ConPrueba avviato dal Ministero della sanità, del consumo e del benessere sociale e dal Ministero della scienza, innovazione e università per decidere se concederle o meno la classificazione ufficiale come pseudoterapia.

#### Svizzera
La Svizzera ha riconosciuto dal 2016 il titolo di "Thérapeute complémentaire, méthode Shiatsu" (tradotto in italiano: "Terapista complementare, metodo Shiatsu") nell'ambito del Diplôme Fédéral de Thérapeute Complémentaire (tradotto in italiano: "Diploma Federale di Terapista Complementare"), riconosciuto dalla SEFRI (Segretariato federale per la formazione, la ricerca e l'innovazione).

### In America

#### Brasile
Nel periodo di circa 100 anni (1872-1975), il Brasile ha ricevuto almeno 5,5 milioni di immigrati provenienti dall'Europa e da altre parti del mondo. Di questi immigrati circa il 5% erano giapponesi e lo shiatsu arriva in Brasile attraverso i grandi cicli di immigrazione giapponese nel paese.
Inizialmente praticato nelle colonie ed insegnato secondo le tradizioni familiari, si può affermare che fino agli anni sessanta è praticato soprattutto dai Nikkei in Brasile, nelle comunità buddiste e nelle dojo di arti marziali (accademie).
È diventato comune negli anni ottanta per i modi di propagare la cultura popolare di guarigione associata allo shiatsu come: "vai dai giapponesi che ti trattano la colonna vertebrale". Il processo di formalizzazione dell'insegnamento, del riconoscimento ufficiale, ecc. iniziò nella stessa epoca.
Oggigiorno è riconosciuto dalle leggi statali, è considerato una professione secondo il "Catálogo brasileiro de ocupações" (tradotto in italiano: "Registro brasiliano delle occupazioni e mestieri") ed ha un'ampia accettazione sociale. La pratica professionale si trova in tutto il Brasile; è pratica amatoriale o familiare principalmente nelle regioni che ricevettero colonie giapponesi dal 1937. Ha trovato qui la libertà di sviluppo ed un grande consenso sociale; attualmente ha un'offerta diversificata di corsi, professionisti e centri dedicati all'argomento.
Con l'aumento della capacità economica brasiliana e le nuove tecnologie d'istruzione, questo paese ha iniziato di recente il suo scambio con gli altri paesi e continenti. Il suo sviluppo particolare, che si è verificato parallelamente ai movimenti shiatsu in America del nord ed in Europa, ha suscitato interesse in tutto il mondo.